# Ghiterna
|  | No s'ha de confondre amb Guitarra. |

La ghiterna o ghiterra, també anomenada guitarra renaixentista, és un instrument musical medieval polifònic de corda pinçada i es considera l'antecessora de la mandolina, del tiple, del timple canari, del xarango, del machete/cavaquinho i de l'ukulele. La ghiterra es toca amb un plectre i té cordes de budell, com es pot veure en il·luminacions manuscrites i vitralls del segle XV.
Té forma de mitja pera i és monòxil: és a dir el cos i el mànec estan fets amb la mateixa peça de fusta. La ghiterra sol tenir tres o quatre cordes dobles de budell, tot i que se’n cita un exemple amb cinc ordres (cordes dobles) i normalment es toca amb un plectre de banya. Les cordes, tensades amb unes clavilles, que solen tenir forma de falç, passen sobre el pont que no sol ser fix, sinó movible i estan fixades en l'extrem inferior la caixa de ressonància Aquesta, amb forma de mitja pera, sol tenir dues rosetes, per deixar passar el so.

## Etimologia

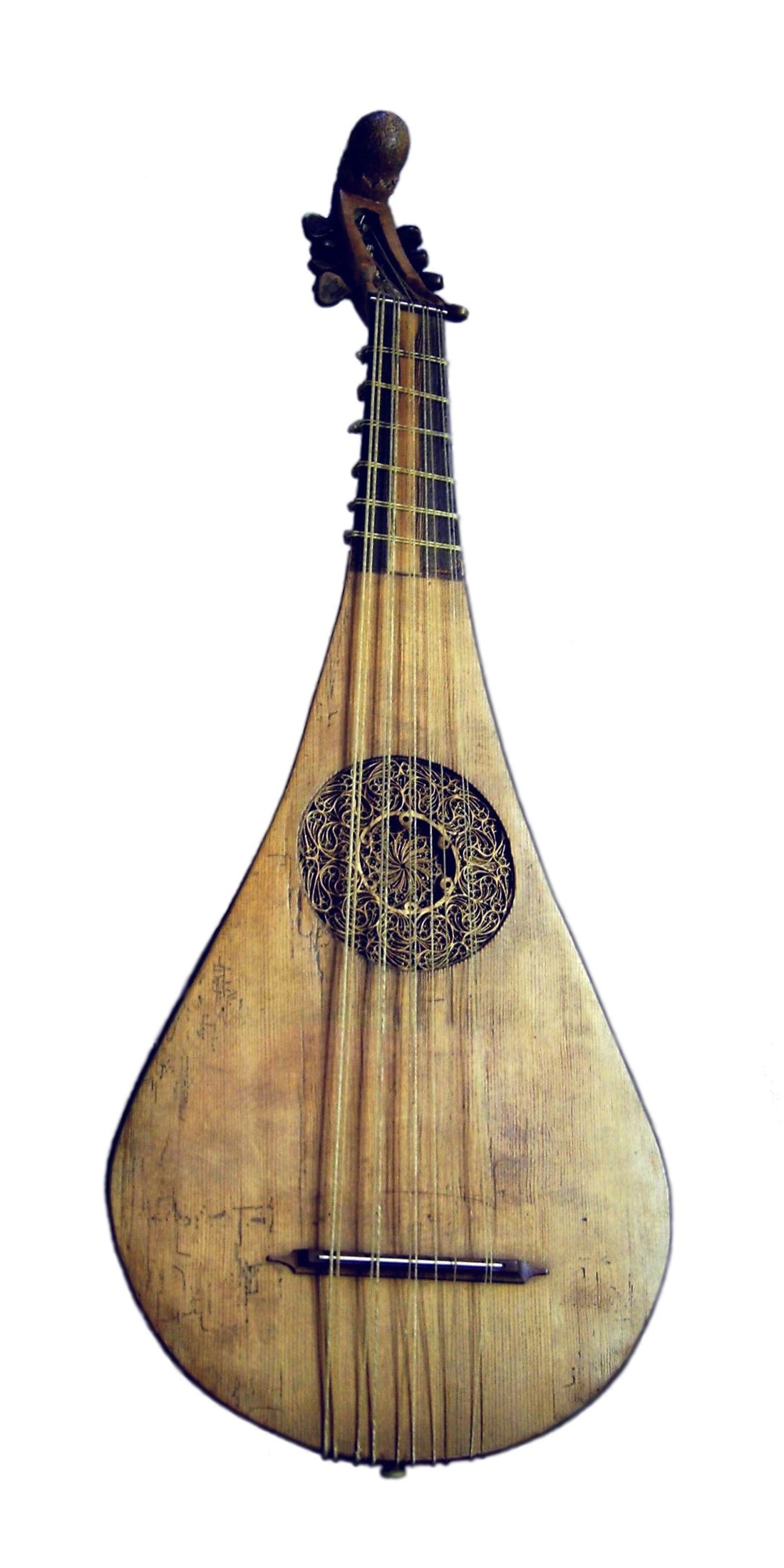
Ghiterna de Hans Oth, 1450, al Castell de Wartbourg.

Es creu que l'etimologia d'aquesta paraula prové del llatí "quinque" = cinc i del persa "tar" = corda. A part d'aixó, cal tenir en compte que els primers llaüts àrabs (en arribar a l'Edat Mitjana) tenien muntades només 4 cordes de fils de seda, on també intervenen les paraules perses "chahar" -4- i "tar" -corda-, és a dir "4 cordes", d'on surt la paraula àrab qîtâra i d'aquesta deriven: kithára, citola, ghiterna, ghiterra i guitarra (de fet el terme guitarra va passar a definir la viola de mà més grossa segons Lluis del Milà). De fet, durant el Renaixement, aquest instrument era conegut com guiterne en francès i gittern en anglès.

## Història
Les primeres imatges de la ghiterna es troben en il·luminacions manuscrites o en vitralls del segle xv, quedant el seu origen una mica difós fins que Johannes Tinctoris a "Inventione et usu musica" diu que la ghiterna és un invent del catalans, deixant molt clar que no pot ser una guitarra, tot i el nom, ja que detalla molt bé que és petita=leutum/minor, amb forma de "tortuga=formam testudineam",  amb un so "rar=sonum rarissimus" i "agut=tenuem", emprada molt més per les dones catalanes que pels homes, en "cançons d'amor=carmina quedam amatoria".
Cita sobre la Ghiterna catalana/Guitarró-Tiple (Johannes Tinctoris)
| « | ..Quinetiam instrumentum illud a Catalanis inventum, quod ab aliis “ghiterra”, ab aliis “ghiterna” vocatur, ex lyra prodiisse manifestissimum est. Hec enim ut leutum (licet eo longe minor sit) et formam testudineam et chordarum dispositionem atque contactum suscipit... ..Ghiterre autem usus propter tenuem eius sonum rarissimus est. Ad eamque multo sepius Catalanas mulieres carmina quedam amatoria audivi concinere quam viros quicpiam ea personare. Cetula tantum uti quosdam rusticos ad eam nonnullas leves cantilenas concinentes choreas quoque ducentes in Italia quandoque comperi... | » |

En un altre apartat, parlant de la guitarra/violam, diu el més important "Hispanorum invento, ex lyra processit instrumentum quod ipsi ac Itali violam vocant"; és a dir es refereix a l'invent català de la viola de mà (Hispanorum invento) ja que li diu "VIOLAM", i en castellà es deia "vihuela", a partir del segle xvi, en ser glossada el 1536 per Lluis del Milà al seu llibre El Maestro.
Cita sobre la Violam catalana/Guitarra-Vihuela (Johannes Tinctoris)
| « | ..Siquidem, Hispanorum invento, ex lyra processit instrumentum quod ipsi ac Itali “violam”, Gallici vero “dimidium leutum” vocant. Quequidem viola in hoc a leuto differt, quod leutum multo maius ac testudineum est, ista vero plana ac (ut plurimum) ex utroque latere incurvata. Alia tamen viola est, a Grecis (ut aiunt) comperta, non solum forma (sicut illa) differens a leuto sed etiam chordarum dispositione ac pulsatione... | » |

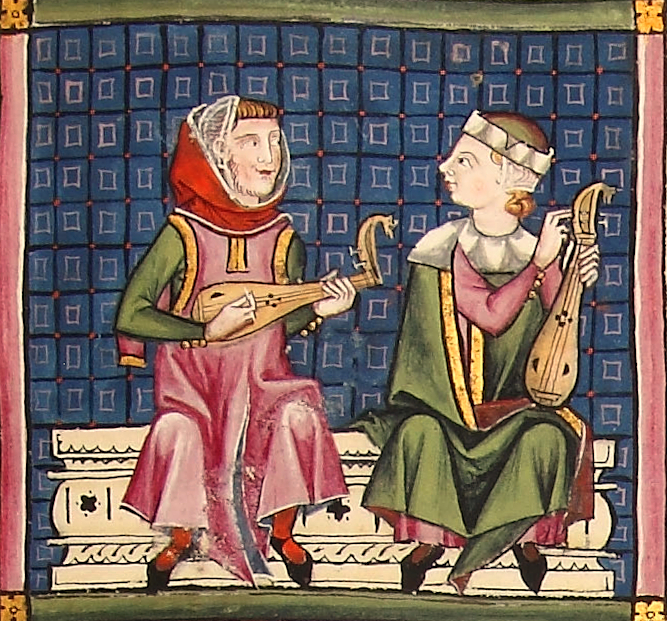
Ghiterna a les Cantigas de Santa María, cap al 1280 dC

La ghiterna va ser un instrument popular durant els segles XIV i XV, de fet es pot comparar ja sigui amb rebabs amb claviller inclinat d'origen àrab-andalús, o amb llaüts carolingis i romans. L'esmenta Guillaume de Machaut a La captura d'Alexandria " Leüs, moraches i ghiternes / Que es toquen a les tavernes ". Va romandre en ús fins a principis del segle XVI quan finalment es va substituir per la viola-guitarra (amb costelles). Actualment hi ha pocs documents que parlin de la denominació "ghiterna" de forma totalment indiscutible, fins llegir Tinctoris que la defineix de forma inequívoca. Durant el seu declivi, aquest terme es referia als instruments de corda semblants a la mandola, de to més agut que el llaüt. De fet al Renaixement (1530 a 1600) els termes "ghiterna" i "ghiterra" eren intercanviables.
És pot veure una ghiterna al Château de Wartbourg, fabricada cap al 1450 pel luthier Hans Oth.